# Villalgordo del Júcar
Villagordo del Júcar este un oraș din Spania, situat în provincia Albacete din comunitatea autonomă Castilia-La Mancha. Are o populație de 1.275 de locuitori.